# Parkinsonia carterae
Parkinsonia carterae är en ärtväxtart som beskrevs av Julie Ann Hawkins. Parkinsonia carterae ingår i släktet Parkinsonia och familjen ärtväxter. Inga underarter finns listade i Catalogue of Life.